# Đại lộ Łazienkowska

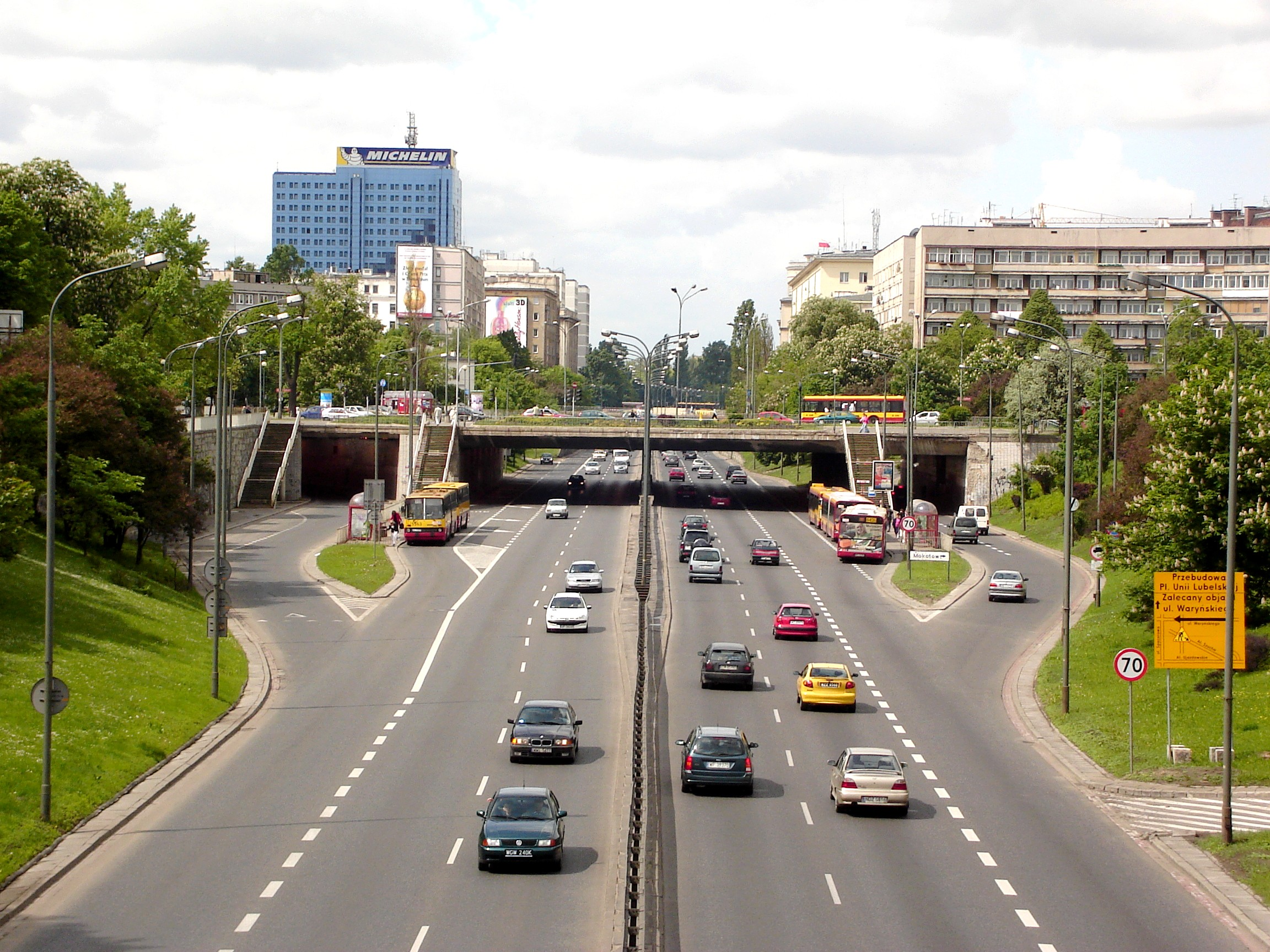
Łazienkowska triệt để

Đại lộ Łazienkowska  (còn được dịch là đường Łazienkowska, phô Łazienkowska, xa lộ Łazienkowska, cao tốc Łazienkowska  và lối Łazienkowska, tiếng Ba Lan: Trasa Łazienkowska) là một con đường ở Warsaw, Ba Lan. Nó kết nối trung tâm Warsaw với bờ đông Warsaw. Nó được xây dựng từ năm 1971 đến 1974.
Con đường là một phần quan trọng của cơ sở hạ tầng giao thông đông-tây của Warsaw. Nó được phân loại là "đường giao thông nhanh" (GP) và có hai hoặc ba làn đường lưu thông theo mỗi hướng. Chiều dài của tuyến đường là 8,1 kilômét (5,0 mi).
Tên của con đường đề cập đến Công viên Łazienki và Cung điện Łazienki, nằm ở phía tây nam của Cầu Łazienkowski.

## Lịch sử
Kế hoạch ban đầu cho con đường là phục vụ 5.000 ô tô mỗi giờ; hiện tại nó đang phục vụ hơn 7.000 xe mỗi giờ.

## Vị trí
Con đường là một yếu tố quan trọng trong cơ sở hạ tầng giao thông đông-tây của Warsaw. Nó kết nối trung tâm Warsaw (Ochota và ródmieście) với phía đông của dòng sông (Praga Południe).

## Văn hóa
Tuyến đường này đã được nổi tiếng trong loạt phim truyền hình Ba Lan năm 1970 Czterdziestolatek, và một bài báo năm 2012 trên nhật báo Ba Lan Gazeta Wyborcza nhờ sự nổi tiếng của chương trình, nó rất có thể là "con đường nổi tiếng nhất ở Ba Lan".